# Camptopoeum afghanicum
Camptopoeum afghanicum är en biart som beskrevs av Patiny 1999. Camptopoeum afghanicum ingår i släktet Camptopoeum och familjen grävbin. Inga underarter finns listade.